# Moderatorband
Als Moderatorband (Trabecula septomarginalis, Leonardo-Bündel) werden von der Kammerscheidewand des Herzens zu den Papillarmuskeln ziehende Strukturen bezeichnet. Sie bestehen aus Arbeitsmuskulatur und Fasern des Erregungsleitungssystems. 
Beim Menschen ist regelmäßig ein von der Kammerscheidewand zum vorderen Papillarmuskel (M. papillaris anterior) ziehendes Moderatorband mit dem rechten Tawara-Schenkel (Crus dextrum) in der rechten Herzkammer ausgebildet. Da der vordere Papillarmuskel am weitesten entfernt vom Septum interventriculare und somit dem Erregungsleitungssystem liegt, würde die Erregung ohne dieses Moderatorband den vorderen Papillarmuskeln gegenüber dem septalen und hinteren Papillarmuskel verzögert erreichen, was zu einer versetzten Kontraktion führen würde. Das Moderatorband dient somit als Kurzschluss zur simultanen Kontraktion aller Papillarmuskeln innerhalb des rechten Ventrikels während der Systole. 